# 岡烈
岡 烈（おか れつ、元治元年4月23日（1864年5月28日） - 大正6年（1917年）5月14日）は、日本の実業家。

## 経歴
長門国厚狭郡（現在の山口県）出身。
吉田松陰の松下村塾に学んだ後、上京して、明治法律学校（現明治大学）に学ぶ。卒業後、大蔵省税務官に任官。実業界に転向し、当時の大財閥であった鈴木商店に入り、支配人に就任（1906年）。更に、東京瓦斯（現東京ガス）の創立に携わり、設立と共に常務取締役に就任。1912年には帝国麦酒（現サッポロビール）を設立し、社長に就任。後に大正生命保険設立にも関与し、同社専務に就任。他にも、京王電鉄など数社の取締役、監査役を務めた。
1917年、死去。52歳没。